# Karakuri Kiden Hiwou Senki
Karakuri Kiden Hiwou Senki (機巧奇傳 ヒヲウ戦記 Karakuri Kiden Hiwō Senki?) es una serie de televisión de anime japonesa, la primera producida por Bones. Se emitió por primera vez en NHK BS-2 y contó con veintiséis episodios, del 24 de octubre de 2000 al 1 de mayo de 2001. Creada por Shō Aikawa y dirigida por Tetsurō Amino, el diseñador de personajes y director de animación principal fue el fallecido Hiroshi Ōsaka.
Posteriormente, la serie fue emitida por la cadena de televisión de anime Animax, que también la emitió en sus canales en inglés del Sudeste Asiático y el Sur de Asia. es una serie de televisión de anime japonesa, la primera producida por Bones. Se emitió por primera vez en NHK BS-2 y contó con veintiséis episodios, del 24 de octubre de 2000 al 1 de mayo de 2001. Con motivo del 25 aniversario del estudio, estuvo disponible en todo el mundo (excepto Japón) en Crunchyroll el 17 de marzo de 2025.

## Sinopsis
La serie se ambienta en la era Meiji de Japón y sigue la historia de un niño llamado Hiwou. Los habitantes del pueblo vivían con sencillez, fabricando "muñecas de relojería" o "karakuri" para los festivales. El padre de Hiwou abandonó a la familia en un largo viaje, y su madre falleció. Los niños viven con amigos.
Su vida sencilla se desvanece cuando aparece la "Banda del Viento", destruye la ciudad con sus propias muñecas de relojería y captura a sus ciudadanos. Hiwō y sus hermanos y amigos, Shishi, Machi, Tetsu, Mayu, Sai y el bebé Jyobu (que en ese momento estaban explorando una cueva), escapan ilesos y se embarcan en una misión para salvar el pueblo. Llevan consigo a Homura, una enorme muñeca de relojería que funciona como un robot gigante.
En el camino, se ven obligados a usar sus muñecas de relojería como armas, algo que, según el padre de Hiwō, nunca debieron hacer. Al principio de la serie, conocen a Arashi, miembro de la Banda del Viento, y a Hana y Yuki, dos hijas de samuráis que acabaron viajando con el grupo.
Hiwō y sus amigos se encuentran con varias figuras históricas, antes de que estas aparecieran en los libros de historia durante la Restauración Meiji.

## Personajes
- Houko Kuwashima como Hiwō
- Kaori Mizuhashi como Machi
- Rikako Aikawa como Shishi
- Akiko Yajima como Mayu
- Haruna Ikezawa como Hana
- Omi Minami como Yuki
- Kazuhiko Inoue como Ryōma Sakamoto
- Nobuo Tobita como Sai
- Shinasichiro Miki como Arashi
- Yoko Teppouzuka como Tetsu
- Yuko Mizutani como Alexander
- Yūji Takada como Aka
- Masako Ebisu como Narrador
- Chisato Nakajima como Niño (ep 2)
- Yukimasa Kishino como Gennosuke (ep 6)